# トーゴの言語
トーゴの言語は、公用語であり、共通言語であるフランス語の他、エウェ語、カビエ語、ダバニ語などが主要な言語である。エウェ語及びカビエ語は国語で、1975年にエヤデマ政権下で国語と定められた。
また、少数ながらアラビア語、英語、ドイツ語が話されるが、これは事実上の外国語であり、現地民が話す言語とは言えない。トーゴでのアラビア語は、トーゴに住むレバノンからの移民といった人たちが日常会話で使う位である。